# Cha Hyon-Hyang
Cha Hyon-Hyang (3 de octubre de 1979) es una deportista norcoreana que compitió en judo. Ganó una medalla en los Juegos Asiáticos de 1998, y dos medallas en el Campeonato Asiático de Judo en los años 1999 y 2000.

## Palmarés internacional
| Juegos Asiáticos    | Juegos Asiáticos    | Juegos Asiáticos  | Juegos Asiáticos |
| Año                 | Lugar               | Medalla           | Categoría        |
| ------------------- | ------------------- | ----------------- | ---------------- |
| 1998                | Bangkok (Tailandia) | Medalla de plata  | –48 kg           |
| Campeonato Asiático |                     |                   |                  |
| Año                 | Lugar               | Medalla           | Categoría        |
| 1999                | Wenzhou (China)     | Medalla de oro    | –48 kg           |
| 2000                | Osaka (Japón)       | Medalla de bronce | –48 kg           |